# لاوني ميلي
لاوني كاي ميلي (بالإنجليزية: Launi Kay Meili)‏، من مواليد 4 يونيو 1963، هي لاعبة رماية أمريكية، وبطلة أولمبية، حققت الميدالية الذهبية في دورة الألعاب الأولمبية التي استضافتها مدينة برشلونة الإسبانية سنة 1992.